# Régiment de flanqueurs-grenadiers de la Garde impériale
Le régiment de flanqueurs-grenadiers de la Garde impériale est une unité militaire française de la Garde impériale, rattachée à la Jeune Garde. Créé en 1813, le régiment est issu d'hommes ayant un membre de leur famille garde forestier. Le régiment s'illustre lors de la campagne d'Allemagne, puis la campagne de France. Dissous à la Première Restauration, les membres du régiment souhaitant continuer leurs carrières dans l'armée furent envoyés dans des régiments de ligne.

## Historique
Créé par un décret de Napoléon Ier daté du 25 mars 1813, un nouveau régiment de flanqueurs, second par ordre de création après le régiment des flanqueurs-chasseurs de la Jeune Garde datant de 1811, dépendant cette fois de l’arme des grenadiers (flanqueurs-grenadiers). Le régiment de flanqueurs-grenadiers est organisé le 23 mai 1813, intégré à la Garde le 26 décembre, il compte 2 bataillons à 4, puis 6 compagnies, fortes de 1 600 hommes. Le régiment est constitué majoritairement de fils, neveux ou frères de gardes forestiers. Il était commandé par le colonel Louis Desalons. Ces flanqueurs ont un uniforme vert, qui rappelle qu’au départ, c’étaient des fils de gardes impériaux et de gardes forestiers qui étaient recrutés. Leur rôle était de protéger les flancs des colonnes en marche. Par ordonnance du 12 mai 1814, les régiments de jeune garde sont incorporés dans les régiments de la ligne. Les flanqueurs-grenadiers participèrent aux campagnes d’Allemagne et de France et furent durement éprouvés. Ce régiment, ainsi que son prédécesseur le Régiment de flanqueurs-chasseurs de la Garde impériale ont joué un rôle identitaire important dans la constitution de l’uniforme forestier, puisque des éléments caractéristiques de leur tenue étaient encore portés par les agents de l’administration forestière, cent ans plus tard, au début de la Grande Guerre.
- 1814 - Le régiment participe à la campagne d’Allemagne (batailles de Dresde et Leipzig), puis à la campagne de France (batailles de Montmirail, de Craonne, de Lizy-sur-Ourq, de Laon, de Soissons, de la Fère-Champenoise, et, pour finir, à Paris). Par ordonnance du 12 mai 1814, le régiment est licencié[2] et incorporé dans « la ligne ». Il ne sera pas reconstitué lors des Cent-Jours.

## Uniforme

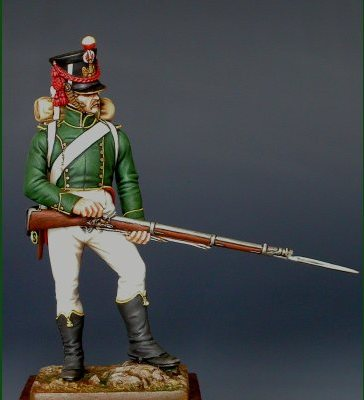
Flanqueur-Grenadier de la Jeune Garde, puis de l'Infanterie de Ligne, 1813. Sculpture B. Leibovitz.

## Uniforme[3]

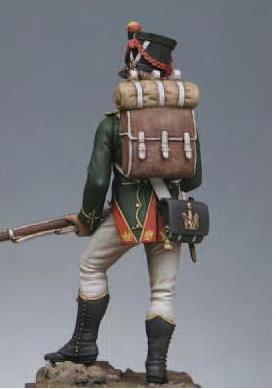
Flanqueur-grenadier (verso) de 1813. Sculpture B. Leibovitz.

Le shako est orné d'un galon blanc en forme de V. L'aigle de plaque est le même que celui alors commun au sein de la garde impériale, que cela soit pour les petites tenues des grenadiers de la Garde impériale et autre. forme du pompon en boule. Le cordon natté à raquette est de couleur écarlate pour la troupe, doré pour les officiers et écarlate et jonquille pour les sous-officiers. Le pompon est écarlate et jonquille, le port du plumet rouge se retrouve chez le sapeur, le tambour-maître et les officiers subalternes, le fifre a un plumet blanc avec cordon et raquettes de la même couleur. L'habit à revers carrés et droits, en drap vert avec passepoils jonquille ; les parements de manche sont verts à passepoil jonquille ; doublure écarlate, passepoil jonquille ; retroussis garnis de quatre aigles. Dans les plis de taille, pattes d’oie en drap vert liseré de jonquille. Veste et pantalons blancs, guêtres en bottes. L'équipement et l'armement était comme les tirailleurs. Le fusil standard de l'infanterie était le modèle de l'an IX (de septembre 1800 à août 1801 selon le calendrier révolutionnaire utilisé jusqu'en 1805) avec garnitures en acier poli. C'était une variante du modèle 1777, qui se chargeait par le canon. Sa longueur hors tout était de 152 cm, son calibre de 17,5 et son poids d'environ 4,5 kg. La balle sphérique pesait 20 g. La baïonnette (la "fourchette" comme on l'appelait dans le jargon de la Grande Armée) était longue de 46,5 cm, à douille avec une lame triangulaire et une virole de fixation. Un baudrier en cuir blanchi, soutenant la giberne (sacoche à cartouches) portée sur l'arrière de la hanche droite, avec une attache pour la baïonnette côté gauche. La giberne est timbrée d’un aigle couronné, renferme un bloc de bois contenant deux paquets de 15 cartouches chacun et au centre, 6 trous pour les cartouches individuelles. Elle était, en outre, dotée d'une poche pour l'outillage nécessaire à l'entretien du mousquet et pour les pierres à feu, y compris une "pierre à feu" en bois pour l'exercice. Le havresac en cuir tanné, poils au-dessus, était porté sur le dos et attaché aux épaules par des courroies. Le havresac renfermait tous les biens du soldat, et une liste d'équipement datant de 1811 fait état du fait que le modèle de la garde était plus grand que celui de la ligne. Porté sous la giberne, le bonnet de police était tenu par 2 courroies en cuir. Le schako de la Jeune Garde des flanqueurs-grenadiers portait des chevrons blancs sur les côtés et avait un pompon en boule, moitié jonquille en haut, écarlate en bas. Le cordon à raquette était écarlate.

## Doctrine
Flanqueur : homme chargé de surveiller et de protéger les flancs des colonnes en marche. Il doit se tenir à vue des colonnes, les prévenir de l'approche de l'ennemi, découvrir ses embuscades, tirailler pour le repousser, et se replier, au besoin, sur la masse de la troupe.
Flanqueur, subst. masc. Mot dont le substantif flanc est l'origine ; il exprime des soldats ou des corps qui, en temps de guerre, sont chargés d'éclairer les flancs d'une armée, de garder les ailes d'une troupe. Il a existé dans l'Infanterie de la Garde impériale des régiments de flanqueurs, mais ils ne l'étaient que de nom.

Bernard Coppens (in Frédérik Plancke) confirme le fait : «… Outre les tirailleurs, il existait dans la Jeune Garde des voltigeurs qui ne voltigeaient pas et des flanqueurs qui ne flanquaient rien du tout. Un ancien officier du 5e Tirailleurs (de Bourgoing) explique dans ses souvenirs militaires pourquoi, selon lui, Napoléon avait choisi de diversifier ainsi les dénominations de ses régiments : "On présumait que l'empereur Napoléon n'avait adopté ce nombre exagéré de dénominations nouvelles que parce qu'il regardait la désignation par numéro comme monotone pour la rédaction des bulletins et peu capable de se fixer dans la mémoire ou de fonder la célébrité de tel ou tel corps. On ne saurait expliquer autrement cette étrange profusion de noms employés ou même inventés tous à la fois ; joints à ceux de grenadiers, de chasseurs de la Vieille Garde et à celui de carabiniers porté par la compagnie d'élite des régiments d'Infanterie légère, ils désignaient par dix dénominations distinctes des corps d'Infanterie armés absolument de la même façon et portant tous le fusil de munition du même modèle…" ».

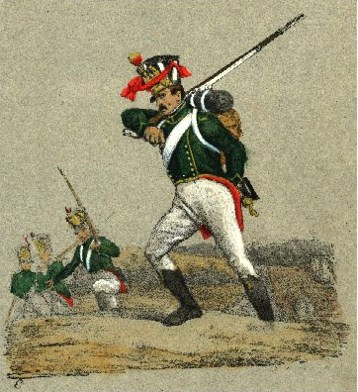
Flanqueur-grenadier de la Jeune Garde vers 1813. Il porte l'uniforme vert des flanqueurs avec les distinctives du flanqueur-grenadier : chevrons blancs sur les côtés du shako, tresses rouges et pompon rouge et jaune, baudrier du modèle de la ligne après que le sabre-briquet ait été supprimé (cartouchière avec porte-baïonnette sur le même baudrier).

## Chef de corps
- 1814 : Louis Desalons

## Campagnes et batailles
- Campagne d'Allemagne
  - Bataille de Dresde
  - Bataille de Leipzig,
  - Bataille d'Essenbach[réf. nécessaire],
- Campagne de France
  - 11 février 1814 : bataille de Montmirail
  - Bataille de Craonne
  - Bataille de Lizy-sur-Ourq
  - Bataille de Laon
  - Bataille de Soissons
  - Bataille de Fère-Champenoise
  - Bataille de Paris.